# Břežany (Klatovyi járás)
Břežany település Csehországban, a Klatovyi járásban. Břežany Pačejov, Nalžovské Hory, Malý Bor, Hradešice és Horažďovice településekkel határos. Lakosainak száma 209 fő (2024. január 1.).

## Népesség
A település lakosságának változását az alábbi diagram mutatja:
| Lakosok száma | 668  | 686  | 638  | 395  | 235  | 155  | 197  | 185  | 188  | 209  |
|               | 1869 | 1890 | 1921 | 1950 | 1980 | 2001 | 2017 | 2019 | 2022 | 2024 |